# وارتسبورو هیلز (نیویورک)
وارتسبورو هیلز (به انگلیسی: Wurtsboro Hills) یک منطقهٔ مسکونی در ایالات متحده آمریکا است که در شهرستان سولیوان، نیویورک واقع شده‌است.